# Юлиево
Юлиево е село в Южна България. То се намира в община Мъглиж, област Стара Загора.

## География
Село Юлиево се намира на 17 km от Стара Загора и 19 km от Казанлък в югоизточната част на плодородната Розова долина. Селото има статут на вилна зона. Река Тунджа минава през пределите на селото, където се наблюдават много живописни места. По поречието на река Тунджа има плавателни изкуствени езера, образувани при добиването на инертни материали за строителството на Стара Загора. Тези езера са място за отдих и риболов на жителите от съседните градове.
В Юлиевската кория могат да се видят вековни дъбове и други редки видове флора и фауна. Благодатното разположение между Средна гора и Стара планина осигурява над 300 слънчеви дни в годината и благоприятни температури за развитието на овощните градини и лозя.
Богат е добивът от череши, кайсии, праскови, ябълки и други плодове. В селото се намира една от големите в района мандри за екологично чиста продукция.

## Културни и природни забележителности
- Църква „Свети Иван Рилски"
- Юлиевска кория – защитена местност

## Редовни събития
- Съборът на селото е на 19 октомври, празникът на патрона на местната църква „Свети Иван Рилски“. Този празник се чествува ежегодно с изяви на местните самодейци и всенародно веселие.
- Общински фестивал на хумора и сатирата „Смехът носи здраве“[2] – провежда се на 1 април, като за пръв път е организиран и проведен през 2008 г.